# Rothko Chapel

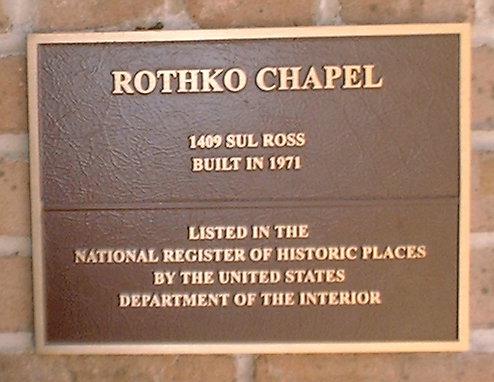
Placa posada sobre la capella Rothko.

La Capella Rothko és una capella sense denominació confessional a Houston, a l'estat de Texas, als Estats Units. Era fondada per Jean i Dominique de Menil. No solament l'interior serveix de capella per a cermònies de tota mena, però és també una obra d'art contemporani major. Hi trobem penjats a les parets catorze quadres quasi negres, però amb petites variacions de colors foscos, del pintor Mark Rothko. El disseny i la forma de la capella van ésser molt influïts per l'artista.
Després d'una llarga lluita amb la depressió, Mark Rothko va suïcidar-se el 25 de febrer del 1970 en el seu taller a Nova York abans de veure l'acabat de la capella.